# Patty Fendick
Patty Fendick (Sacramento, 31 de março de 1965) é uma ex-tenista profissional estadunidense.

## Grand Slam finais

### Duplas: 5 (1 título, 4 vices)
| Posição | Ano  | Campeonato          | Piso | Parceira           | Oponentes                       | Placar             |
| Vice    | 1988 | US Open             | Duro | Jill Hetherington  | Gigi Fernández Robin White      | 6–4, 6–1           |
| Vice    | 1989 | Aberto da Austrália | Duro | Jill Hetherington  | Martina Navrátilová Pam Shriver | 3–6, 6–3, 6–2      |
| Vice    | 1990 | Aberto da Austrália | Duro | Mary Joe Fernández | Jana Novotná Helena Suková      | 7–6(7–5), 7–6(8–6) |
| Campeã  | 1991 | Aberto da Austrália | Duro | Mary Joe Fernandez | Gigi Fernández Jana Novotná     | 7–6(7–4), 6–1      |
| Vice    | 1994 | Aberto da Austrália | Duro | Meredith McGrath   | Gigi Fernández Natalia Zvereva  | 6–3, 4–6, 6–4      |